# Romy Camerun
Romy Camerun (* 1964), aufgewachsen in Dorsten, ist eine deutsche Jazzsängerin und Pianistin. Sie lebt in Bremen und unterrichtet an der Hochschule für Musik und Theater Hannover, an der Folkwang Hochschule in Essen (Fachbereich I, Jazz/Gesang) und an der Fachhochschule Osnabrück.

## Werdegang
Romy Camerun erhielt im Alter von fünf Jahren Klavierunterricht. Nachdem sie erste Erfahrungen als Chorsängerin gesammelt hatte, sang sie noch in ihrer Schulzeit in der Band „Madrugada“. Sie besuchte das Gymnasium St. Ursula Dorsten. Während sie zunächst Blues sang, wandte sie sich bald dem Jazz zu. Sie war Siegerin bei „Jugend jazzt NRW“ (Dortmund) und Preisträgerin beim WDR-Wettbewerb „Stadtmusik“ (Köln) und erreichte 1994 das Halbfinale der „Thelonious Monk International Jazz Vocal Competition“ in Washington, D.C. Nach ihrer ersten CD „Bridges“ (1994) nahm sie eine Live-CD mit Clark Terry auf, für die Jörg Achim Keller die Arrangements beisteuerte. Sie arbeitete auch mit Peter Herbolzheimer, mit der hr-Bigband und dem Siggi Gerhard-Swingtett, aber auch mit Charlie Mariano oder Uli Beckerhoff. Daneben gibt sie Solokonzerte.

## Ausgewählte diskografische Hinweise
- 1999: „What’s New“ (Ed Kröger Quartett featuring Romy Camerun: Ed Kröger, Posaune; Matthias Bätzel, Klavier; Lars Gühlke, Bass; Michael Keul, Schlagzeug; Romy Camerun; Gesang)
- 2002: „Walking Rivers“ (Romy Camerun, Gesang; Helge Zumdiek, Schlagzeug; Olaf Casimir, Bass; Joe Dinkelbach, Klavier; Frank Delle, Saxophon; Corinna Ludzuweit, Perkussion)